# Al-A'zamiyya
al-Aʿẓamiyya (in arabo ألأعظمية‎?, al-Aʿẓamiyya), nella pubblicistica non specialistica anglofona proposta come Adhamiya, è un distretto centro-orientale della città di Baghdad, in Iraq. Costituisce uno dei nove distretti amministrativi di Baghdad.
al-Aʿẓamiyya si trova più esattamente nell'area nord-occidentale del distretto e conta 300 000 abitanti. La maggioranza del suo corpo sociale vanta una formazione intellettuale e un'istruzione abbastanza alta: politici, artisti, studenti e persino sportivi. Il nome deriva dall'espressione araba al-imām al-aʿẓam ("Il sommo Imam"), riferito alla figura storica del famoso giurista Abū Ḥanīfa al-Nuʿmān, fondatore del più antico madhhab sunnita. La Moschea di Abu Hanifa, punto di riferimento assai importante, non solo per il distretto, è stata edificata attorno alla sepoltura di Abū Ḥanīfa al-Nuʿmān.

## Storia
al-Aʿẓamiyya traccia la propria origine all'età abbaside ed è una delle aree più antiche di Baghdad.

### Strage del ponte di al-Aʾimma
Malgrado al-Aʿẓamiyya sia stato il luogo di scontri di rilievo tra rivoltosi iracheni e forze militari statunitensi e di forti tensioni tra la polizia sciita e residenti sunniti, il 31 agosto del 2005 gli abitanti sunniti al-Aʿẓamiyya si dice abbiano salvato centinaia di vite di sciiti.

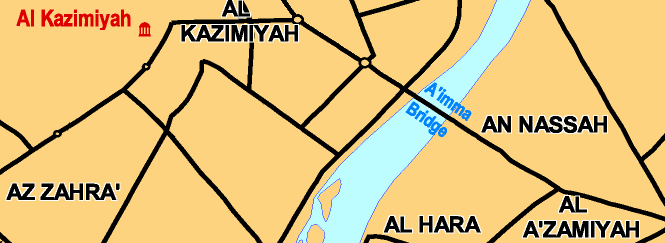
Mappa topografica dei luoghi della strage.

Pellegrini sciiti, che in grandissimo numero tornavano dal pellegrinaggio ad al-Kāẓimiyya, dove avevano reso omaggio alla tomba del settimo Imam sciita duodecimano, Mūsā al-Kāẓim, al momento di attraversare il ponte di al-Aʾimma, provenendo dalla sponda opposta di al-Kāẓimiyya, furono presi dal panico allorché si sparse la voce della presenza all'altro capo del ponte di attentatori suicidi, pronti a farsi esplodere in mezzo a loro. Impossibilitati a fare marcia indietro, moltissimi di loro preferirono saltare nel sottostante fiume Tigri nel tentativo di scampare a una morte che immaginavano quasi inevitabile, finendo tuttavia in gran parte col trovare la morte per affogamento.

Residenti sunniti di al-Aʿẓamiyya si gettarono allora anch'essi nelle acque del fiume, portando in salvo centinaia di sciiti e permettendo ad altri abitanti del luogo di trasportarli negli ospedali e nelle moschee perché fossero prestati loro i necessari soccorsi, impiegando i materassi dei loro letti come barelle improvvisate.

Secondo il Ministero degli Interni iracheno, 965 pellegrini sciiti morirono in quella tragica occasione e almeno 810 rimasero feriti.

### Il muro di al-Aʿẓamiyya
Il 10 aprile 2007, le forze della Coalizione cominciarono la costruzione di un muro di 5 km, alto 3,7-metri, attorno al perimetro di al-Aʿẓamiyya, nel tentativo di ridurre la violenza interconfessionale tra sunniti e sciiti. Il Primo ministro iracheno Nuri al-Maliki impose l'arresto della costruzione il 22 aprile, ma esso fu comunque completato in maggio.